# Vrgudinac
Vrgudinac (en serbe cyrillique : Вргудинац) est un village de Serbie situé dans la municipalité de Bela Palanka, district de Pirot. Au recensement de 2011, il comptait 100 habitants.

## Démographie
| 1948 | 1953 | 1961 | 1971 | 1981 | 1991 | 2002 | 2011 |
| ---- | ---- | ---- | ---- | ---- | ---- | ---- | ---- |
| 697  | 647  | 457  | 336  | 304  | 217  | 152  | 100  |

|  |